# Torsten Lindberg
Torsten Lindberg (Nässjö, 14 aprile 1917 – Malmö, 31 agosto 2009) è stato un calciatore e allenatore di calcio svedese, di ruolo portiere.

## Palmarès
- Oro olimpico: 1

Londra 1948